# Prímtényező

Az ábra megmutatja a 864 szám prímtényezős felbontását. Az eredményül kapott prímtényezők röviden így írhatók fel: 2^{5} × 3^{3}

A számelméletben egy pozitív egész szám prímtényezőin vagy törzstényezőin a szám prímszám osztóinak összességét értjük. Egy pozitív egész szám  prímfelbontása: a szám prímtényezőinek listázása, annak figyelembevételével, hogy hányszor szerepelnek a szám osztói között. A számelmélet alaptétele kimondja, hogy minden pozitív egész szám egyféleképpen bontható fel prímtényezők szorzatára.
A prímtényezős felbontást a rövidség érdekében hatványformában szokás felírni. Például
{\displaystyle 360=2\times 2\times 2\times 3\times 3\times 5=2^{3}\times 3^{2}\times 5,}
melyben a 2, 3 és 5 prímtényezők multiplicitása 3, 2 illetve 1.
A {\displaystyle n=\prod p_{i}^{\alpha _{i}}} felbontást a szám kanonikus alakjának is nevezik (pl. {\displaystyle 12=2^{2}\cdot 3}).
Egy n szám p prímtényezőjét tekintve p multiplicitása az a legnagyobb a kitevő, amire pa osztója n-nek.
Egy n pozitív egész számra a prímtényezők száma és a prímtényezők összege (a multiplicitást nem tekintve) olyan számelméleti függvények, melyek additívak, de nem totálisan additívak.

## Négyzetszámok
A négyzetszámok arról ismerhetőek meg, hogy minden prímtényezőjük páros multiplicitással rendelkezik. Például a 144 (a 12 négyzete) prímtényezői:
{\displaystyle 144=2\times 2\times 2\times 2\times 3\times 3=2^{4}\times 3^{2}.}
Ezeket átrendezve: 
{\displaystyle 144=2\times 2\times 2\times 2\times 3\times 3=(2\times 2\times 3)\times (2\times 2\times 3)=(2\times 2\times 3)^{2}=(12)^{2}.}
Mivel minden prímtényező páros számúszor jelenik meg, az eredeti szám kifejezhető valamely kisebb szám négyzeteként. Hasonlóan, a köbszámok prímtényezőinek multiplicitása a 3 többszöröse s.í.t.

## Relatív prímek
A közös prímtényezővel nem rendelkező pozitív egész számokat relatív prímeknek (angolul: coprime) nevezik. Ha a és b pozitív egész számok relatív prímek, ha legnagyobb közös osztójuk lnko(a, b) = 1. Az euklideszi algoritmussal meghatározható, hogy két szám relatív prím-e prímtényezőik ismerete nélkül is; az algoritmus a számjegyek száma szerint polinomiális időben fut le.
Az 1 szám minden pozitív egésszel és önmagával is relatív prím. Ennek oka, hogy nincsenek prímtényezői, ő az üres szorzat. Tehát lnko(1, b) = 1 bármely b ≥ 1.

## Kriptográfiai alkalmazásai
A számok prímfelbontása titkosítási rendszerek kriptográfiai biztonságának fontos részét képezi; a probléma ismereteink szerint a polinomiálisnál hosszabb időt vesz igénybe; viszonylag könnyű olyan problémát megalkotni, aminek megoldása az univerzum életkoránál hosszabb időt venne igénybe jelenlegi algoritmusainkkal.

## Omega-függvények
Az ω(n) (omega) megmutatja az n szám különböző prímtényezőinek számát, míg a Ω(n) (nagy omega) függvény, az n szám összes prímtényezőjének a számát
Ha
{\displaystyle n=\prod _{i=1}^{\omega (n)}p_{i}^{\alpha _{i}}},
akkor
{\displaystyle \Omega (n)=\sum _{i=1}^{\omega (n)}\alpha _{i}}.
Például 24 = 23 × 31, így ω(24) = 2 és Ω(24) = 3 + 1 = 4.
- ω(n) értéke n = 1, 2, 3…-ra  0, 1, 1, 1, 1, 2, 1, 1, 1, … (A001221 sorozat az OEIS-ben).
- Ω(n) értéke n = 1, 2, 3…-ra 0, 1, 1, 2, 1, 2, 1, 3, 2, … (A001222 sorozat az OEIS-ben).

## Fordítás
- Ez a szócikk részben vagy egészben a Prime factor című angol Wikipédia-szócikk ezen változatának fordításán alapul.  Az eredeti cikk szerkesztőit annak laptörténete sorolja fel. Ez a jelzés csupán a megfogalmazás eredetét és a szerzői jogokat jelzi, nem szolgál a cikkben szereplő információk forrásmegjelöléseként.